# 장군의 아들 3
《장군의 아들 3》는 1992년에 제작된 대한민국의 영화로, 장군의 아들 영화 시리즈의 3탄이다. 감독은 임권택이다.

## 줄거리
종로를 떠난 두한은 끈질긴 헌병의 추적을 따돌리고 원산에 흘러든다. 원산주먹 시라이의 대접을 받으며 지내던 두한(박상민)은 악극단 가수 장은실을 알게 되며, 장은실(오연수)에게 치근덕거리는 시라이와 다툰 끝에 원산을 떠나 만주로 향한다. 쌍칼이 만주 봉천에서 조선 주먹패 두목으로 지내고 있다는 소문을 따라 두한은 봉천에 흘러든다. 수소문 끝에 쌍칼패 본거지인 대성관에 찾아온 두한은 쌍칼과 재회, 그의 환대를 받으며 무위도식한다. 어느 날 시장거리에서 두한은 만선국경을 넘나드는 밀수업자가된 동회와 조우한다. 생아편 구매자를 물색하는 동회를 돕는 두한. 마적단의 함정에 빠져 생아편을 빼앗기고 봉변당한 둘은 쌍칼의 만류에도 불구하고 아편탈취범들을 찾아 나선다. 유곽촌에서 탈취범들을 발견, 격투를 벌이다 마적단의 수를 당하지 못해 도망친다. 마적단 두목은 둘을 내놓으라고 쌍칼을 협박하나, 쌍칼은 마적단에 붙들린 두한과 동회를 구하고 함께 도주한다. 자신이 발붙일 땅은 종로밖에 없음을 깨달은 두한은 쌍칼, 동회와 헤어져 종로로 돌아간다. 종로에 잠입한 두한. 자신이 자랐던 수표교 다리 밑을 찾아가 옛 친구 진영을 만난다. 부하들을 모아 하야시패에 넘어간 종로를 되찾으려는 두한. 그러나 하야시패의 위세에 주눅 들린 부하들은 나서지 않고, 두한은 혼자 힘으로 하야시패의 기를 꺾겠다고 결심한다. 하야시패에 붙은 배신자 개고기와 왕 마귀를 우선 처단한 두한은 부하 장대를 불구로 만든 하야시 처남 우다 응징을 계획한다. 한편 원산서 헤어졌던 장은실은 그사이 인기가수가 되었고, 두한은 은실의 공연장에서 우다를 패주고 하야시패에 쫓긴다. 은실의 숙소에 숨은 두한은 은실과 뜨거운 정사를 갖고, 두한과 함께 있다가 목격당한 은실은 경찰에 체포된다. 장대의 집을 덮친 사꼬야패를 격투 끝에 물리친 두한은 은실 체포소식을 듣고 자수를 결심한다. 마루오까의 충고에 따라 헌병대에 자수한 두한은 무술시합을 치르고 풀려나고, 여기에는 마루오까의 친구이며 은실을 연모하는 헌병중의 곤도의 힘이 크게 작용한다. 헌병대에서 풀려난 두한은 옛 부하들을 규합, 종로패를 재건하고 은실과의 연애를 계속한다, 그러나 일단 종로에서 물러간 하야시패는 두한을 제거하고 종로패를 뿌리 뽑으려는 음모를 꾸미고, 두한과 하야시의 처절한 마지막 대결의 순간이 다가온다.

## 등장인물

### 주인공
- 박상민 - 김두한 역(목소리: 장광)
- 오연수 - 장은실 역
- 이일재 - 김동회 역
- 신현준 - 하야시 역

### 주변 인물
- 김승우 - 쌍칼 역
- 독고영재 - 경성 헌병본부 곤도 중위 역
- 김해곤 - 왕마귀 역
- 강신범 - 사꼬야 역

### 그 외 인물
- 김성룡 - 종로경찰서 마루오까 경부 역
- 오동영
- 박용범
- 이종상 : 종로꼬마 역
- 권승현
- 박정규
- 김경호
- 신현배
- 오명근
- 공대봉
- 홍안표
- 홍진기
- 강신성일
- 정상기
- 하재호
- 박영교
- 김석훈
- 최윤민
- 정상준
- 김대건
- 최창남
- 이은정
- 김윤희
- 박민희
- 김선경
- 이혜주
- 이은미
- 안경희
- 추봉
- 문미봉
- 주상호 - 종로경찰서 구니모토 형사 역
- 양택조
- 국정환 - 원산 명천여관 주인 역
- 현길수
- 박종설
- 박부양
- 신동욱
- 주호성
- 남성국
- 이석구
- 박동룡
- 이일섭
- 길달호
- 나갑성
- 홍명구
- 오희찬
- 김학성
- 권성영
- 남수정
- 박연주
- 고재현
- 허택진
- 모종호
- 엄춘배 - 뚝섬점백이 역
- 임훈
- 김성원
- 홍원선
- 임창대
- * 손원일 : 정진영 역

## 제작진
- 감독 : 임권택
- 조감독 : 진계동
- 연출부 : 김명화, 김홍준, 남승환
- 스크립터 : 방형찬
- 원작 : 홍성유
- 스틸 : 양기주
- 촬영부 : 이후곤, 강영민, 채경석, 김병승
- 촬영 : 정일성
- 조명 : 차정남
- 조명부 : 김태인, 정용택, 김홍진, 박진천
- 기획, 제작 : 이태원
- 제작상무 : 전융행
- 제작부 : 김성룡, 조경환, 양성진
- 녹음 : 강대성
- 음악 : 신병하
- 미술 : 김유준
- 소품 : 김호길
- 소품팀 : 장석훈, 황병훈, 김영대
- 특수효과 : 이문걸
- 의상 : 이해윤
- 분장 : 홍동은
- 코디네이터 : 문명희
- 현장의상 : 이호영
- 코디보 : 장지우
- 분장보 : 이동춘
- 편집 : 박순덕, 박곡지
- 네가편집 : 함성원, 서경숙
- 무술감독 : 김영모
- 스틸 : 양기주
- 사진 : 구본창
- 미용 : 조경애
- 옵티컬 : 윤종두
- 플레이백 : 이병하
- 타이틀촬영 : 주광동
- 중국어번역 : 왕뉴뉴
- 일본어번역 : 다나까 히로시
- 보조출연 : MTM
- 효과 : 양대호
- 현상 : 영화진흥공사

## 상영 정보
- 극장개봉 : 1992년 7월 11일
- 비디오출시 : 1992년 12월 14일 (VHS, 콜럼비아트라이스타)

## 수상
- 제13회 청룡영화상 수상 신인여우상 (오연수)